# Вуль Григорій Семенович
Григорій Семенович Вуль (нар. 25 квітня 1937, Горлівка, Донецька область, УРСР — пом. 7 червня 2013, Запоріжжя, Україна) — радянський футболіст, захисник. Згодом — тренер. Майстер спорту СРСР.

## Кар'єра футболіста
Народився 25 квітня 1937 року в Горлівці. Там же розпочав грати в футбол під керівництвом свого першого тренера Василя Нікітіна. Під час навчання в школі грав за дорослу команду коксохімічного заводу. Окрім футболу захоплювався волейболом. Разом зі своїм земляком Юрієм Розенко запрошений до юнацької збірної Української РСР з футболу, яку тренував Микола Махиня.
Після закінчення школи за порадою Юрія Розенко Григорій вступив до Мелітопольської інститут механізації та електрифікації сільського господарства, ректор якого Дмитро Абрамчев був пристрасним футбольним уболівальником та зібрав у стінах ВНЗ відмінну команду. Ставши студентом, Вуль виступав за вузівську команду «Буревісник», в якій з часом став капітаном. Студентський колектив завоював право представляти Радянський Союз на чемпіонаті Європи серед студентів. Під керівництвом Петра Тищенка на чемпіонаті команда посіла третє місце.
У 1959 році Вуль перейшов до запорізького «Металурга». Напередодні прийняття рішення, в листопаді 1958 року, під час товариської зустрічі з московським ЦСКА головний тренер запоріжців Віктор Пономарьов за порадою свого помічника Йосипа Малкіна виставив дебютантів Григорія Вуля та Віллі Тамбовцев в основі команди. Матч завершився нічиєю (2:2) (обидва м'ячі забив Тамбовцев), після чого обидва футболісти отримали прописку в команді. Однак остаточно питання працевлаштування футболістів вирішувався на рівні обласного комітету Комуністичної партії.
У команді Вуль став гравцем основного складу. У своєму першому сезоні зіграв у всіх матчах Першої ліги СРСР. Наступний сезон завершився для команди перемогою в турнірі. У перехідних іграх зі сталінським «Шахтарем» «Металург» зазнав поразки й не зміг пробитися до вищої ліги. Сезон 1962 роки команда завершила на другому місці в своїй зоні, однак у фінальному турнірі «Металург» посів шосте місце. У 1967 році «Металург» завершив сезон на другому місці, поступившись лише київському СКА, а в фіналі посів четверте місце.
Всього у складі запорізької команди Григорій провів одинадцять сезонів, вісім з них як капітан. У 2010 році сайт Football.ua включив його в список 50 найкращих гравців «Металурга», де він зайняв одинадцяте місце. Вуль зіграв понад трьохсот матчів та займає за цим показником третє місце в списку гвардійців «Металурга» за всю історію клубу.

## Кар'єра тренера
Після закінчення кар'єри футболіста в 1972 році перейшов на роботу дитячим тренером у запорізькому «Металурзі». Серед його досягнень перемога вихованців на чемпіонаті Всесоюзного ради ДСО профспілок серед СДЮШОР та груп підготовки в 1981 році, друге місце на юнацькій першості СРСР 1983 року, а в 1990 році в парі з Володимиром Кочегаровим привів «Металург» до чемпіонського титулу СРСР серед СДЮШОР. У складі юнаків, яка виграла союзну першість 1990 року, були Ілля Близнюк, Павло Шкапенко, Ігор Лучкевич, Сергій Зайцев, Андрій Максименко, Володимир Ванін та Сергій Ключик. Також Григорій Вуль підготував таких футболістів як Олег Лутков, Олександр Нефьодов, Роман Бондаренко, Юрій Маркін, Олексій Антюхін і Сергій Циганков.
Він також працював в «Металурзі» на посадах тренера і начальника команди. У 1974 році був головним тренером запорожців, однак на цій посаді не досяг значних результатів. У сезоні 1974 роки команда під його керівництвом завоювала лише одну перемогу, двічі зіграла внічию і програла в восьми зустрічах. На початку літа 1974 року його змінив Віктор Фомін.
У 1984 році Вуль вивів запорізьке «Торпедо» у Другу лігу СРСР. З командою пропрацював протягом трьох з половиною років. З 1990 року по 1991 рік був керівником групи резерву «Металурга». У жовтні 1993 року знову став головним тренером «Металурга». На цій посаді відпрацював протягом двох місяців. Команда під його керівництвом провела 13 матчів (сім поразок, по три перемоги та нічиї). У 1994 році став виконавчим директором жіночого запорізького баскетбольного клубу «Козачка-ЗАлК». Команда ставала неодноразовим чемпіоном України, виступала в європейських змаганнях, була базовою командою для збірної України.
Помер 7 червня 2013 року в Запоріжжі. Прощання відбулося в Палаці культури Запорізького алюмінієвого комбінату. Похований на Осипенківському кладовищі. У травні 2015 року в Запоріжжі відбувся баскетбольний матч пам'яті Григорія Вуля.

## Особисте життя
Дружина — Лариса Лаврентіївна. Виховував двох синів — Ігора й Олега.

## Статистика виступів
| Сезон | Клуб                   | Ліга            | Чемпіонат | Чемпіонат | Кубок | Кубок |
| Сезон | Клуб                   | Ліга            | Матчі     | Голи      | Матчі | Голи  |
| ----- | ---------------------- | --------------- | --------- | --------- | ----- | ----- |
| 1959  | «Металург» (Запоріжжя) | Перша ліга СРСР | 28        | 0         |       |       |
| 1960  | «Металург» (Запоріжжя) | Перша ліга СРСР | 35        | 1         |       |       |
| 1961  | «Металург» (Запоріжжя) | Перша ліга СРСР | 36        | 0         | 1     | 0     |
| 1962  | «Металург» (Запоріжжя) | Перша ліга СРСР | 36        | 1         | 3     | 0     |
| 1963  | «Металург» (Запоріжжя) | Перша ліга СРСР | 32        | 2         | 3     | 0     |
| 1964  | «Металург» (Запоріжжя) | Перша ліга СРСР | 34        | 0         |       |       |
| 1965  | «Металург» (Запоріжжя) | Перша ліга СРСР | 28        | 0         | 2     | 0     |
| 1966  | «Металург» (Запоріжжя) | Перша ліга СРСР | 27        | 1         | 1     | 0     |
| 1967  | «Металург» (Запоріжжя) | Перша ліга СРСР | 39        | 2         |       |       |
| 1968  | «Металург» (Запоріжжя) | Перша ліга СРСР | 27        | 0         | 2     | 0     |
| 1969  | «Металург» (Запоріжжя) | Перша ліга СРСР | 39        | 0         | 3     | 0     |

Джерела:
- Статистика — Профіль футболіста на сайті FootballFacts.ru (рос.)

## Досягнення

### Як гравця
«Металург» (Запоріжжя)
- Чемпіонат УРСР
  -  Чемпіон (1): 1960

### Відзнаки
- Майстер спорту СРСР